# Равнина Утопия
Равнина Утопия (лат. Utopia Planitia) — округлая низменность диаметром около 3300 км в восточной части северного полушария Марса. Получила имя тёмной детали альбедо Утопия, названной Джованни Скиапарелли в честь Утопии Томаса Мора. Это название было утверждено Международным астрономическим союзом в 1973 году.
На севере равнина Утопия примыкает к Великой Северной равнине. На её юго-западном краю находится равнина Исиды, а в юго-восточном — нагорье Элизий. Как и другие северные низменности Марса, она имеет равнинный рельеф с низким числом кратеров. Толщина коры под ней сильно уменьшена.
По-видимому, равнина Утопия — это древний ударный кратер, крупнейшая из достаточно уверенно идентифицированных ударных структур Марса и всей Солнечной системы. Однако её глубина меньше, чем у трёх следующих по размеру кратеров Марса (бассейны равнин Эллада, Аргир и Исиды). Возможно, это связано с её образованием в области изначально тонкой коры.

## Исследования
В 1979 году именно на этой равнине сел спускаемый аппарат АМС «Викинг-2». Он получил панорамные изображения, переданные впоследствии на Землю. По этим изображениям ученые установили, что валуны, которыми усеяна поверхность этой равнины, образованы из сложных текстурированных пород.
В 2016 году с помощью радара SHARAD на орбитальном аппарате «Mars Reconnaissance Orbiter» в районе Утопии были обнаружены отложения подповерхностного льда (от 50 до 85 % водяного льда, смешанного с пылью и большими твёрдыми частицами) толщиной от 80 до 170 метров под слоем почвы толщиной 1—10 метров, защищающим лёд от испарения. Объём льда оценивается в 14 300 км³, что сопоставимо с озером Верхнее, самым крупным и самым глубоким в системе Великих Озёр.
14 мая 2021 года на Равнине Утопия в составе китайской АМС Тяньвэнь-1 сел марсоход Чжужун. Шестиколёсный ровер весом 200 кг, с питанием от четырёх солнечных батарей, был рассчитан на исследование поверхности планеты в течение трёх марсианских месяцев; на начало 2022 года он продолжал действовать, превысив запланированный срок работы и пройдя путь более 1400 метров.

## Галерея
- Снимок «Викинга-2», 1979 г. Виден водяной иней на грунте.
- Характерный фестончатый рельеф[англ.], побудивший исследователей проверить присутствие подповерхностного льда. Зубчатые образования имеют в ширину 100-200 м. Передний план изображения охватывает область протяжённостью 1,8 км. Перспектива сформирована посредством трёхмерной модели ландшафта, полученного стереокамерой HiRISE на аппарате «Mars Reconnaissance Orbiter» с 25 декабря 2006 года по 2 февраля 2007 года.
- Расположение отложений водяного льда в Утопии по данным радара SHARAD с орбитального аппарата «Mars Reconnaissance Orbiter» (показано штриховкой), 2016 г. Глубина верхней границы ледяного отложения — от 170 м. (самый тёмный фиолетовый бар) до 10 м. (самый светлый), ε' — диэлектрическая константа, связанная со способностью радарного отражения, VH2O — оценка объёма воды в отложении.
- Китайская миссия Тяньвэнь-1 приземлилась в южной части Равнины Утопия 14 мая 2021 года. HiRISE сделал это изображение 6 июня 2021 года. Видны посадочный модуль, сам марсоход немного южнее после того как он спустился с посадочного модуля. Окружающая местность очень типична для южной части Равнины Утопия, гладкой и большей частью без валунов. Яркие изгибы представляют собой эоловые формы рельефа. Также видны парашют, задняя часть спускаемого аппарата и тепловой экран.

## В культуре
В вымышленной вселенной Star Trek фигурирует космическая кораблестроительная компания Utopia Planitia, правление и конструкторское бюро которой расположены в одноименной колонии на равнине Утопия на Марсе и являющейся разработчиком звездолетов классов «Акира», «Галактика», и «Интрепид». В частности, на одной из космических околомарсианских верфей Утопии Планитии был построен USS Enterprise NCC-1701-D.